# Giriyapalli, Bagepalli
Giriyapalli là một làng thuộc tehsil Bagepalli, huyện Kolar, bang Karnataka, Ấn Độ.